# Anoplischiopsis
Anoplischiopsis – rodzaj chrząszcza z rodziny sprężykowatych. Tworząc rodzaj w 1986, Champion umieścił w nim 6 gatunków środkowoamerykańskich i 1 z Ameryki Południowej, konkretnie z Kolumbii, nazywany obecnie Ischiodontus crocicollis Candèze, 1859. Jednakże analizy Schenklinga (1925) czy Blackweldera (1944) nie zaliczały go już do rzeczonego rodzaju, umieszczając w nim już 8 gatunków. Wcześniej, w 1921 r., Hyslop ustanowił gatunkiem typowym tego rodzaju Anoplischiopsis bivittatus opisany przez Championa w 1895.
Obecnie zasięg rodzaju obejmuje Amerykę Północną (Meksyk) i Środkową, nie wymienia się w nim Południowej.